# Umbilicaria josiae
Umbilicaria josiae är en lavart som beskrevs av Frey. Umbilicaria josiae ingår i släktet Umbilicaria och familjen Umbilicariaceae.   Inga underarter finns listade i Catalogue of Life.